# آرماویر (روسیه)
آرماویر (به روسی: Армави́р) شهری در سرزمین کراسنودار روسیه است. جمعیت آن در سال ۲۰۰۲ برابر با ۱۹۳٬۹۶۴ بوده و در سمت چپ رودخانه کوبان واقع شده است. در کیلومتری شمال آرماویر، مرکز استان آرماویر واقع شده است. آرماویر قبلاً دومین مرکز صنعتی سرزمین کراسنودار، پس از شهر کراسنودار بود.
شهر آرماویر در شرق قلمرو کراسنودار با جمعیتی حدود ۲۲۰۰۰۰ نفر در سال ۱۸۳۹ توسط ارامنه چرکسی که در زمان جنگ این کشور با چرکس‌ها به روسیه نقل مکان کردند، تأسیس شد. این شهر به افتخار اولین پایتخت ارمنستان نامگذاری شده است. حدود ۱۰۰ هزار ارمنی در شهر آرماویر زندگی می‌کنند.

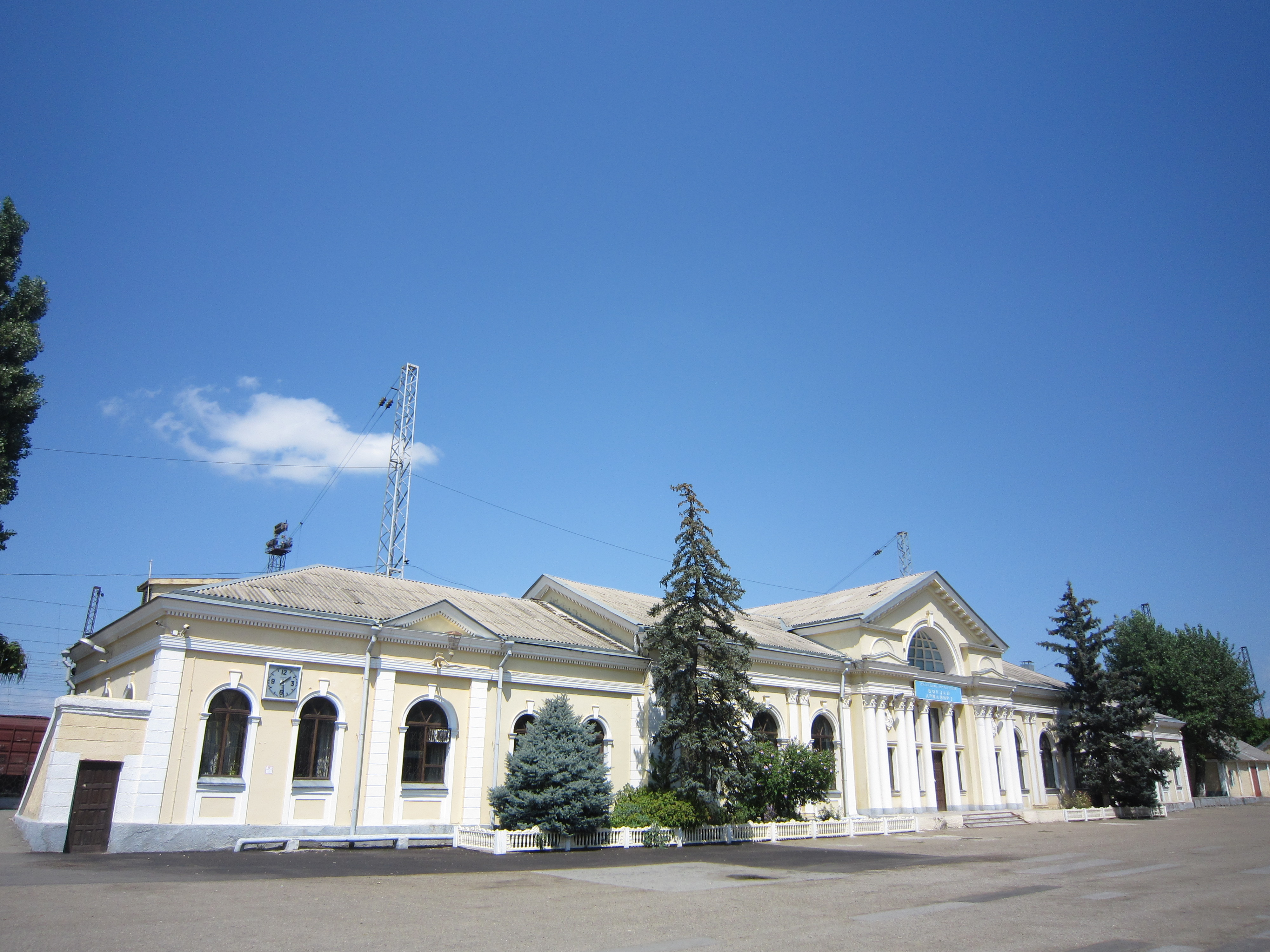

آرماویر را مردمی از ارمنیان مهاجر در سال ۱۸۳۹ بنیاد کردند و نام آن را «آرمیانسکی آول» برگزیدند. در سال ۱۸۴۸ این سکونتگاه به یاد پایتخت قدیم ارمنستان، آرماویر نام گرفت و در ۱۹۱۴ به سطح شهر ارتقاء یافت.
به هنگام جنگ داخلی روسیه بین سالهای ۱۹۱۸–۱۹۲۰ چندین نبرد خونین در نزدیکی این شهر درگرفت. ستون‌های نظامی سپاه تامان در سال ۱۹۱۸ به آرماویر وارد شدند و حکومت شوروی در ماه مارس سال ۱۹۲۰ در این شهر برقرار شد.
در خلال جنگ بزرگ میهنی سالهای ۱۹۴۱–۱۹۴۵، این شهر بدست آلمانها اشغال شد ولی در ژانویه ۱۹۴۳ توسط نیروهای روسی آزاد شد.